# Combate de Perecué
El Combate de Parecué, también llamado Batalla de Isla Tayí fue un enfrentamiento armado ocurrido durante la Guerra de la Triple Alianza. Las tropas del general paraguayo Bernardino Caballero lanzaron una de sus famosas incursiones al estilo de guerrilla sobre el campamento aliado que se hallaba en la zona de Tajy, cerca de la Fortaleza de Humaitá paraguaya. El Duque de Caxías, Luís Alves de Lima e Silva, quien reemplazó a Bartolomé Mitre en el mando supremo de las tropas aliadas, se enteró de la presencia paraguaya en la zona y preparó un contraataque sobre sus enemigos, lo que terminó convirtiéndose en un gran encuentro del que resultaron victoriosas las fuerzas de Paraguay, a pesar de las bajas sufridas por ambos bandos.

## Antecedentes

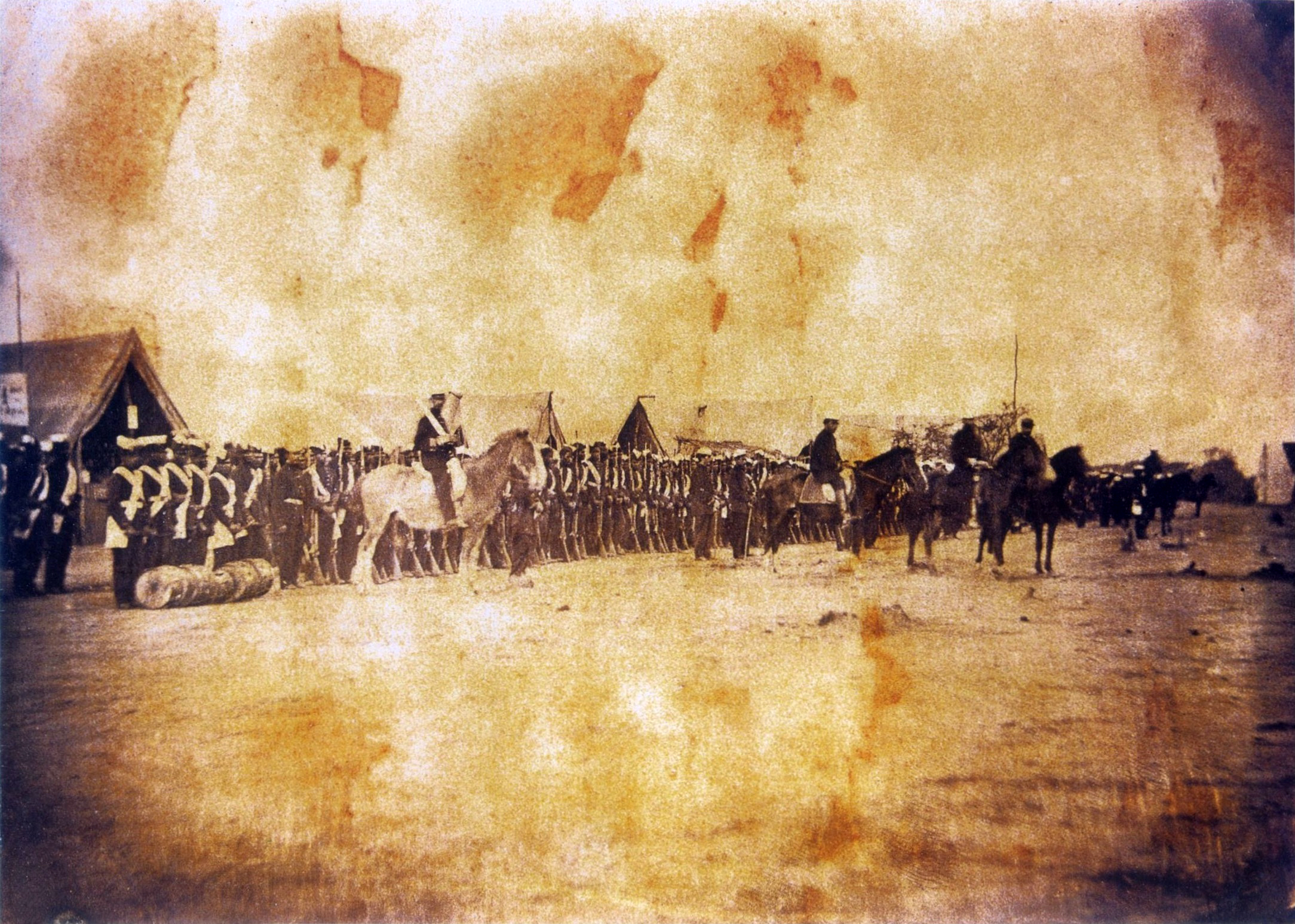
Campamento brasileño en la zona de Isla Tayí, próxima a donde se desarrolló el combate. 1867.

Tras la Batalla de Curupayty, con resultado casi catastrófico para las fuerzas aliadas, se generaron rebeliones en las provincias de Argentina, contrarias a la guerra. Además, muchos pedían la sustitución del general Bartolomé Mitre, a quien se culpaba por la pésima conducción aliada de la campaña. El mismo Duque de Caxias dijo alguna vez: "no se como sigo las órdenes de éste hombre (Mitre) que puede ser cualquier cosa, menos un soldado". Caxías asumió la dirección de los Ejércitos Aliados ante la partida de Mitre y continuó la sangrienta Campaña de Humaitá.
Los paraguayos, con fuerzas mermadas, eran incapaces de presentar grandes batallas. El Mariscal Francisco Solano López, presidente del Paraguay, entonces inició una resistencia basada en guerrillas e incursiones rápidas, las que proporcionaron victorias al Ejército Paraguayo. Se destacó en éstas acciones el general Bernardino Caballero, quien obtuvo sonoros triunfos junto a sus hombres en la Batalla de Tuyú Cué y el Combate de Ombú (1867). 

## La batalla
El 3 de octubre de 1867, Bernardino Caballero salió de Humaitá con unos 800 jinetes rumbo a San Solano, para lanzarse de sorpresa sobre las avanzadas brasileñas, debilitando el flanco derecho de los aliados. El Duque de Caxías se había percatado del plan paraguayo y estaba preparando un escarmiento a los insolentes jinetes guaraníes. 
En las proximidades de Isla Tayí, se encontraba una avanzada paraguaya protegida por un destacamento comandado por los capitanes José González y Pascual Urdapilleta. La infantería brasileña se lanzó sobre ellos, comenzando así la batalla. Los guaraníes resistieron, recibiendo refuerzos del Mayor Saturnino Viveros, quien se había destacado en la Batalla de Pehuajó, también conocida como Corrales. La caballería de Bernardino Caballero, junto a sus oficiales Valois Rivarola y Antonio Olavarrieta, llegó al rescate del destacamento paraguayo, aplastando a los atacantes. En este lapso de tiempo, Caxias ya había organizado una fuerza para atacar a la caballería paraguaya. Caballero, al ver a los soldados brasileños, unos tres regimientos de caballería y dos de infantería, aproximándose peligrosamente a su posición, ordenó al Mayor Viveros que se mantuviera en el destacamento, mientras él iría con sus jinetes al encuentro de sus enemigos.
Los aliados lanzaron el primer ataque, pero fueron rechazados con una impetuosa carga de caballería, a sablazos. Intentaron un segundo ataque, allí los paraguayos los esperaron y recibieron con furioso fuego de mosquetería. Caballero vio la oportunidad de contraatacar y se lanzó sobre la vanguardia brasileña, que huyó llevándose todos sus cañones de artillería. Caxias, enojado, envió a tres regimientos de infantería para reforzar a sus hombres, gravemente azotados. Los paraguayos se desorganizaron, pero Bernardino Caballero, con ayuda de Rivarola y Olavarrieta, logró recomponer sus líneas y lanzó un nuevo contragolpe. Las tropas de Caxias esta vez huyeron, ya de manera definitiva.
A pesar de la victoria, los paraguayos abandonaron la posición, dejando al destacamento de González y Urdapilleta con algunos pocos refuerzos. Caxías, aunque molesto, sabía que solo fue un revés menor. Tendría oportunidad, sin embargo, de vengarse en la Batalla de Tatayibá, derrotando de gran manera en dicho encuentro a los jinetes de Bernardino Caballero.